# باز هم آبا گلد: ترانه‌های پرطرفدار بیشتر از آبا
باز هم آبا گُلد: ترانه‌های پرطرفدار بیشتر از آبا (انگلیسی: More ABBA Gold: More ABBA Hits) یک آلبوم گردآوری‌شده از ابرگروه سوئدی موسیقی پاپ آبا است که نخستین بار در سال ۱۹۹۳ منتشر شد و ۳ میلیون نسخه فروش داشت.

## فهرست ترانه‌ها
تمامی ترانه‌ها توسط بنی آندِشون و بیورن اولویوس نوشته‌شده، مگر آنهایی که نام دیگری برایشان ذکر شده‌است.
| شماره | نام                                                                                             | نویسنده(ها)                                                  | مدت       |
| ----- | ----------------------------------------------------------------------------------------------- | ------------------------------------------------------------ | --------- |
| ۱.    | «شهر شب تابستانی»                                                                               |                                                              | ۳:۳۴      |
| ۲.    | «چشمان بی‌گناه زیبا»                                                                             |                                                              | ۴:۲۰      |
| ۳.    | «روز پیش از آشنایی با تو»                                                                       |                                                              | ۵:۵۱      |
| ۴.    | «عقاب» (نسخهٔ تک‌آهنگ) - (نسخهٔ بازنشر در سال ۱۹۹۹)                                                |                                                              | ۴:۲۶      |
| ۵.    | «دارم، دارم، دارم، دارم، دارم»                                                                  | استیگ آندِشون، بنی آندِشون و بیورن اولویوس                     | ۳:۱۶      |
| ۶.    | «خداحافظ»                                                                                       |                                                              | ۳:۰۶      |
| ۷.    | «هانی، هانی»                                                                                    | استیگ آندِشون، بنی آندِشون و بیورن اولویوس                     | ۲:۵۵      |
| ۸.    | «دیدارکنندگان» (نسخهٔ تبلیغاتی آمریکایی اصلی در سال ۱۹۹۳) - (نسخهٔ اصلی استفاده‌شده برای نشر مجدد) |                                                              | ۴:۲۷/۵:۴۶ |
| ۹.    | «آخرین تابستانمان»                                                                              |                                                              | ۴:۱۹      |
| ۱۰.   | «حالا حالاها»                                                                                   |                                                              | ۳:۳۸      |
| ۱۱.   | «رینگ رینگ»                                                                                     | استیگ آندِشون، بنی آندِشون و بیورن اولویوس، نیل سداکا، فیل کُدی | ۳:۰۳      |
| ۱۲.   | «مانده‌ام که آیا (کوچ)»                                                                          | استیگ آندِشون، بنی آندِشون و بیورن اولویوس                     | ۴:۳۷      |
| ۱۳.   | «نور عشق» (میکس جایگزین برای نسخهٔ اصلی ۱۹۹۳) - (میکس اصلی برای بازنشر)                          |                                                              | ۳:۱۸/۳:۴۶ |
| ۱۴.   | «پرتوان و باشتاب»                                                                               |                                                              | ۳:۴۵      |
| ۱۵.   | «وقتی معلم را بوسیدم»                                                                           |                                                              | ۳:۰۱      |
| ۱۶.   | «شهر منم» (پیشتر منتشر نشده بود.)                                                               |                                                              | ۴:۰۱      |
| ۱۷.   | «کاساندرا»                                                                                      |                                                              | ۴:۵۰      |
| ۱۸.   | «تحت حمله»                                                                                      |                                                              | ۳:۴۸      |
| ۱۹.   | «وقتی همه تلاشمان را کردیم»                                                                     |                                                              | ۳:۱۸      |
| ۲۰.   | «مرام دوستان قدیمی»                                                                             |                                                              | ۲:۵۳      |

## جداول فروش

### جدول‌های هفتگی
| جدول (۱۹۹۳)            | بالاترین رتبه |
| ---------------------- | ------------- |
| جدول آلبوم‌های استرالیا | ۶۰            |
| جدول آلبوم‌های اتریش    | ۷             |
| جدول آلبوم‌های مجارستان | ۱۶            |
| جدول آلبوم‌های هلند     | ۱۰            |
| جدول آلبوم‌های نروژ     | ۷             |
| جدول آلبوم‌های سوئیس    | ۱۳            |
| جدول آلبوم‌های آلمان    | ۹             |
| جدول آلبوم‌های بریتانیا | ۱۳            |

| جدول (۱۹۹۹)            | بالاترین رتبه |
| ---------------------- | ------------- |
| جدول آلبوم‌های استرالیا | ۸۰            |
| جدول آلبوم‌های سوئد     | ۳             |

| جدول (۲۰۰۸)                     | بالاترین رتبه |
| ------------------------------- | ------------- |
| جدول آلبوم‌های استرالیا          | ۳۸            |
| جدول آلبوم‌های بلژیک (فلاندرز)   | ۷۸            |
| جدول آلبوم‌های بلژیک (والونیا)   | ۶۰            |
| جدول آلبوم‌های گردآوری‌شدهٔ فرانسه | ۳۵            |
| جدول آلبوم‌های ایرلند            | ۴۴            |

| جدول (۲۰۱۰)          | بالاترین رتبه |
| -------------------- | ------------- |
| جدول آلبوم‌های فنلاند | ۳۸            |

## گواهینامه‌ها و فروش
| منطقه                                                              | گواهی  | واحد گواهی‌شده/فروش |
| ------------------------------------------------------------------ | ------ | ------------------ |
| اتریش (فونوگرافی اتریش)                                            | طلا    | ۲۵٬۰۰۰*            |
| کانادا (میوزیک کانادا)                                             | طلا    | ۵۰٬۰۰۰^            |
| فرانسه (اس‌ان‌ئی‌پی)                                                  | طلا    | ۱۰۰٬۰۰۰*           |
| آلمان (بی‌وی‌ام‌آی)                                                   | طلا    | ۲۵۰٬۰۰۰^           |
| آلمان (بی‌وی‌ام‌آی) ویدئو                                             | Gold   | ۲۵٬۰۰۰^            |
| سوئد (گی‌ال‌اف)                                                      | پلاتین | ۱۰۰٬۰۰۰^           |
| سوئیس (آی‌اف‌پی‌آی سوئیس)                                             | پلاتین | ۵۰٬۰۰۰^            |
| بریتانیا (بی‌پی‌آی)                                                  | پلاتین | ۳۰۰٬۰۰۰^           |
| خلاصه‌ها                                                            |        |                    |
| اروپا                                                              | —      | ۱٬۰۰۰٬۰۰۰          |
| سرتاسر جهان                                                        | —      | ۳٬۰۰۰٬۰۰۰          |
| * رقم فروش تنها بر پایهٔ گواهی‌ها. ^ رقم توزیع تنها بر پایهٔ گواهی‌ها. |        |                    |